# Black Mamba (Serengeti-Park)
Black Mamba, auch Black Mamba – Die Jet Boat Flucht, ist eine Fahrattraktion im Serengeti-Park im niedersächsischen Hodenhagen. Es handelt sich um ein Fahrgeschäft, bei der die Fahrgäste in Jet Booten von Tourguides über einen See befördert werden. Dafür wurde im Abenteuer-Safari Themenbereich eine 10.500 Quadratmeter große Seelandschaft geschaffen. Seit 2018 besteht eine Schwimmwestenpflicht und die Boote haben ein neues Design bekommen. Diese Art von Attraktion gibt es weltweit zweimal.

## Boote
Die schlangenkopfähnlichen Boote ähneln einer Schwarzen Mamba. Die extrem wendigen, wasserstrahlangetriebenen Jetboats erreichen hohe Geschwindigkeiten und schnelle 360-Grad-Wendungen. Die Motoren der vier „Black Mamba Jetboats“ haben eine Nennleistung von 420 PS. Die Chevrolet Motoren aus den USA wurden mit Teilen aus den Niederlanden und Großbritannien ergänzt und sind die ersten Jetboatmotoren-Modelle, die ausschließlich mit Gas betrieben werden.

## Auszeichnung
Parkscout Publikums Award; Platz 3 in der Kategorie "Beste Thrill-Attraktion" 2024/2025